# Jan Stejskal
Jan Stejskal, né le 15 janvier 1962 à Brno, est un footballeur tchèque, qui évoluait au poste de gardien de but notamment au Sparta Prague, au Slavia Prague et en équipe de Tchécoslovaquie puis en équipe de Tchéquie.
Entre 1986 et 1992, Jan Stejkal jouera vingt-neuf fois avec l'équipe de Tchécoslovaquie, disputant notamment la Coupe du monde en 1990, où les Tchécoslovaques seront éliminés en quart de finale par la RFA 1-0 (Jan disputant les cinq matches de son équipe lors de cette compétition). Après la séparation de la Tchéquie et de la Slovaquie intervenue lors des éliminatoires de la Coupe du monde 1994, il jouera deux fois avec l'équipe de Tchéquie en 1994.
Il tentera sa chance dans le championnat anglais aux Queens Park Rangers. Avec le Slavia Prague, il atteindra les demi-finales de la Coupe de l'UEFA en 1996, battu par les Girondins de Bordeaux

## Palmarès

### En équipe nationale
- 29 sélections et 0 but avec l'équipe de Tchécoslovaquie entre 1986 et 1992
- 2 sélections et 0 but avec l'équipe de Tchéquie en 1994
- Participation à la Coupe du monde 1990 (1/4 de finaliste)

### Avec le Sparta Prague
- Champion de Tchécoslovaquie en 1984, 1985, 1987, 1988, 1989 et 1990
- Vainqueur de la Coupe de Tchécoslovaquie en 1984, 1988 et 1989

### Avec le Slavia Prague
- Champion de Tchéquie en 1996
- Vainqueur de la Coupe de Tchéquie en 1997 et 1999